# Person (Familienname)
Person ist ein Familienname.

## Namensträger
- Christian Person (Amtsschösser) (1594–1655), kursächsischer Beamter
- Christian Person (Fußballspieler) (* 1980), deutscher Fußball-Torwart
- Chuck Person (* 1964), US-amerikanischer Basketballspieler
- Eric Person (* 1963), US-amerikanischer Jazzsaxophonist und Komponist
- François Person (1890–1938), französischer Ordensgeistlicher, Apostolischer Vikar der Elfenbeinküste
- Gobelin Person (aGobelinus Person; 1358–1421), Welthistoriker und Kirchenreformer
- Hermann Person (1914–2005), deutscher Politiker (CDU) und Regierungspräsident in Freiburg
- Houston Person (* 1934), US-amerikanischer Jazz-Tenorsaxophonist
- Jakob Person (Jacques Person; 1889–1915), deutscher Leichtathlet
- Johann von Person (1797–1867), Mediziner
- Karl Person (1887–1956), deutscher Politiker (Zentrum, BSCV)
- Ludwig Person (1555–1607), deutscher Rechtswissenschaftler
- Mike Person (* 1988), US-amerikanischer American-Football-Spieler
- Nikolaus Person († 1710), französisch-deutscher Kupferstecher, Kartograph, Architekt und Verleger
- Paul Le Person (1931–2005), französischer Schauspieler
- Pierre Person (* 1989), französischer Politiker
- Seymour H. Person (1879–1957), US-amerikanischer Politiker
- Ture Person (1892–1956), schwedischer Sprinter
- Urbain-Marie Person (1906–1994), eritreischer Geistlicher